# Jules Leconte
Pour les articles ayant des titres homophones, voir Jules Lecomte et Jules Lecomte (1899-1934).
Pour les articles homonymes, voir Leconte.
Jules Leconte, né le 31 décembre 1867 à Sin-le-Noble dans le Nord et mort en 1963, est un architecte français.

## Biographie
Jules Loubry naît le 31 décembre 1867 à Sin-le-Noble dans le Nord, en France. Il porte le nom de sa mère Joséphine Loubry, célibataire de 19 ans, jardinière, et est reconnu et légitimé par le mariage de Charles Leconte et de Joséphine Loubry célébré à Sin-le-Noble le 1er mai 1871.
On lui doit notamment un immeuble au 25 rue Louis-Pasteur, à Somain.
Il meurt en 1963.

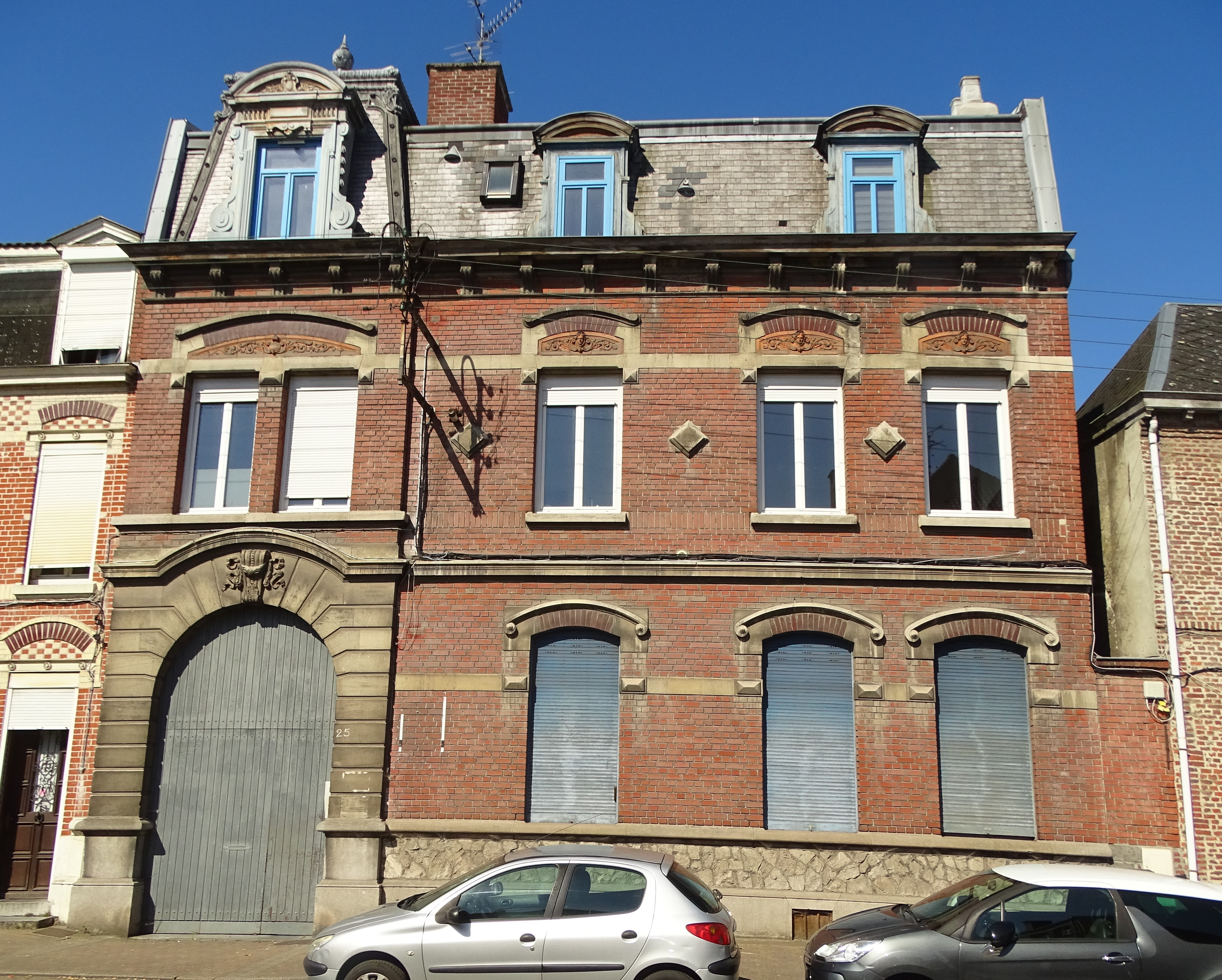
Immeuble, 25 rue Louis-Pasteur à Somain.
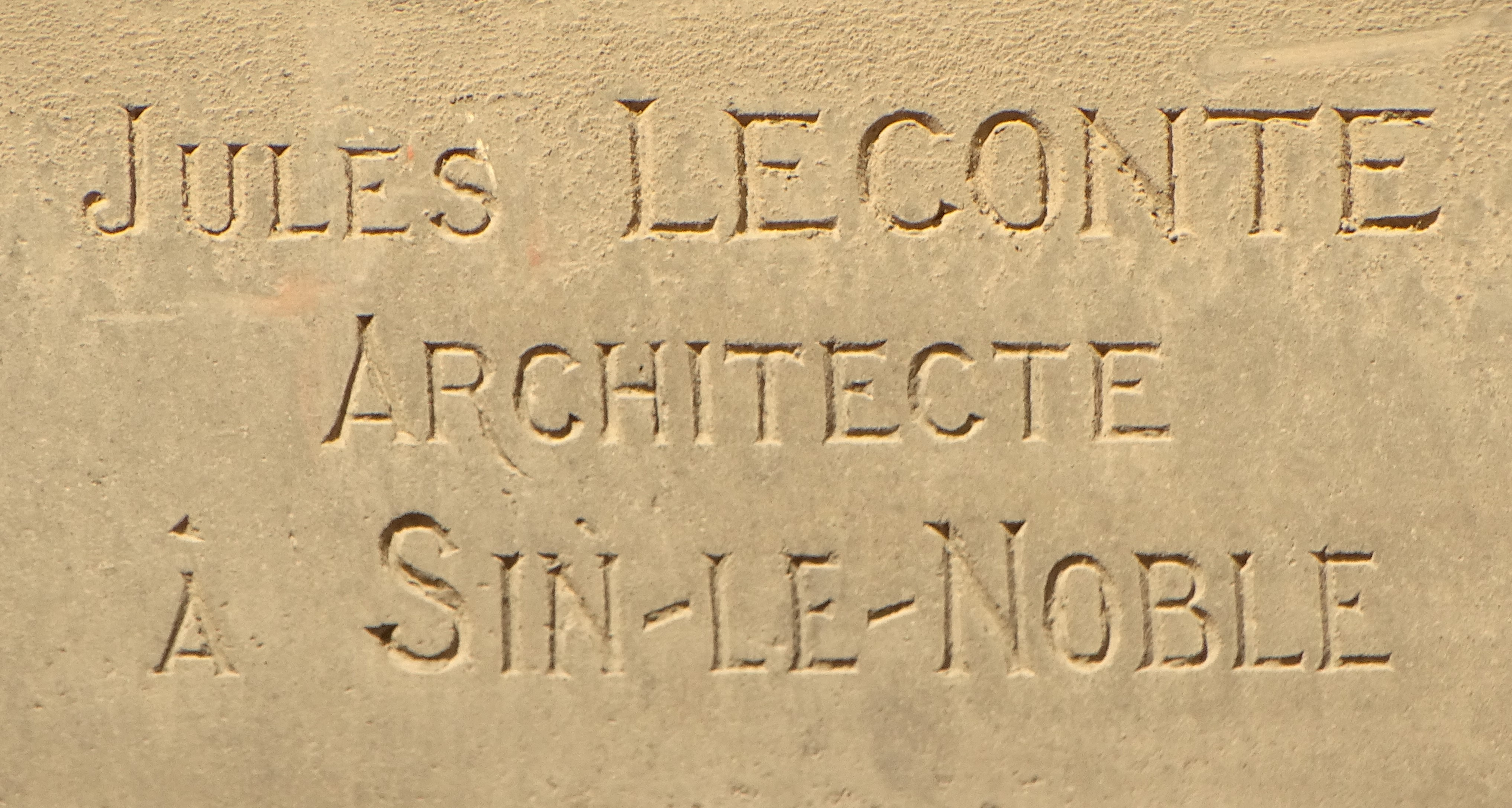
Plaque « Jules Leconte, architecte à Sin-le-Noble ».